# Língua nara
O idioma nara (Nera) ou barea (Barya) é uma língua nilo-saariana falada principalmente no oeste de Eritreia. A língua é frequentemente confundida com o kunama. De acordo com Tsige Hailemichael, a língua nara está em alto risco de extinção. O nome Barea é considerando depreciativo.